# 博爾貝拉河

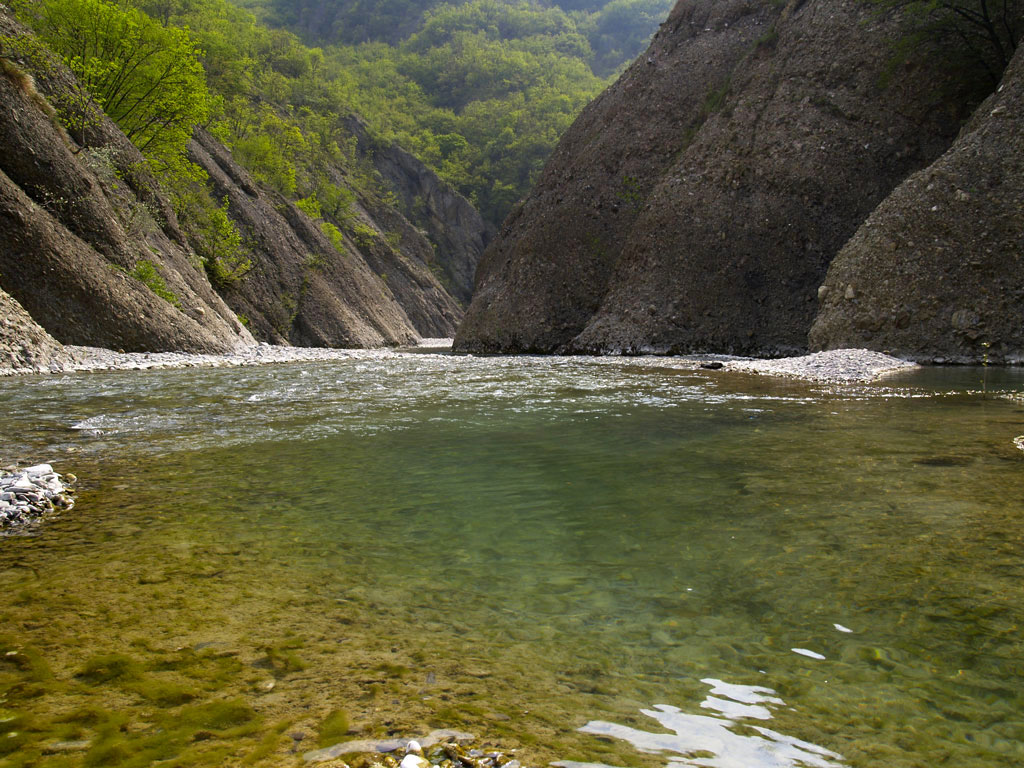

博爾貝拉河是意大利的河流，位於該國西北部亞歷山德里亞省，屬於斯克里維亞河的右支流，河道全長38公里，流域面積212平方公里，平均流量每秒6.5立方米，發源自利古里亞阿爾卑斯山脈，河口處在維尼奧萊博爾貝拉。